# 维瓦通讯公司
维瓦通讯公司（英語：Viva Entertainment, Inc.）是一家菲律宾媒体和娱乐公司，总部位于帕西格。 它成立于1981年。

## 历史
维瓦通讯公司 由 维克·德尔·罗萨里奥（Vic del Rosario Jr.）和他的妹妹 苔丝·克鲁兹 (Tess Cruz）於 1981年11月11日創立，最初成立為 维瓦电影公司（Viva Films），是一家位於奎松市新馬尼拉的電影製作工作室，負責製作電影。 多年來，該公司分離出電影以外的其他公司，维瓦音樂集團（Viva Music Group）、维瓦电视公司（Viva Television Corporation）、维瓦艺术家经纪公司（Viva Artists Agency）、维瓦出版集团（Viva Publishing Group）和维瓦国际美食和餐厅（Viva International Food and Restaurants）。

## 子公司
- 終極娛樂（英语：Ultimate Entertainment）
  - Halo-Halo Radio
- 维瓦电影公司
- 维瓦国际美食和餐厅
  - Botejyu[4]
  - Paper Moon Cake Boutique
  - Pepi Cubano
  - Yogorino
  - Wing Zone
- 維瓦國際影業（英语：Viva International Pictures）
- 维瓦音樂集團
  - 維瓦唱片公司（英语：Viva Records (Philippines)）
  - 維科音樂公司（英语：Vicor Music）
  - 象牙音樂和視頻公司（英语：Ivory Music and Video）
- 维瓦出版集团
  - Viva PSICOM Publishing Corporation[5]
  - Viva Starmometer Publishing Corporation
- 维瓦电视公司
- 維瓦視訊公司（英语：Viva Video）

## 部門
- 維瓦藝術家經紀公司[6]
- 維瓦網路公司（英语：Viva Networks）
  - 菲律宾票房（英语：Pinoy Box Office）
  - 维瓦电影院（英语：Viva Cinema）
  - 纱丽纱丽频道（英语：Sari-Sari Channel）
  - 菲律宾天映电影（英语：Celestial Movies Pinoy）
  - 标记化电影频道（英语：Tagalized Movie Channel）
  - 维瓦电视网（英语：Viva TV (Philippines)）
- 維瓦數碼（英语：Viva Digital）
  - Oomph TV
  - Vivamax[7]
  - Viva One[8]
- 維瓦互動（英语：Viva Interactive）
- 維瓦現場（英语：Viva Live）
- 維瓦體育（英语：Viva Sports）

## 外部連結
- 官方网站 （英文）